# Manel Garcia i Padreda
Manel Garcia i Padreda (Granollers, 1969) va ser l'alcalde de Figaró-Montmany des del 2007 fins al 2011.
Es titulà en Filosofia per la Universitat de Barcelona. El 1999 es traslladà a viure a Figaró i, en crear-se la "Candidatura Activa de Figaró" el 2002, s'hi incorporà tot seguit. En les eleccions del 2007 encapçalà la candidatura del CAF, que guanyà les eleccions en vots, però sense prou regidors. Del 16 de juny de 2007 fins al final de la legislatura governà en minoria (4 regidors del CAF, 2 del PSC, 2 d'ERC i 1 de CiU).
Treballava a la Conselleria de Treball de la Generalitat de Catalunya, coordinant un equip en temes de promoció i desenvolupament, quan accedí a l'alcaldia.
En la faceta particular, col·labora amb l'AMPA de l'escola i participa en la Joventut Obrera Catòlica.